# Item mágico (Dungeons & Dragons)
No jogo de RPG de fantasia Dungeons & Dragons (D&D), um item mágico é qualquer objeto que tem poderes mágicos que lhe são inerentes. Esses itens podem agir por conta própria ou ser ferramentas do personagem que os possui. Itens mágicos são elementos predominantes em todas as edições e cenários de D&D. Além de jóias e dinheiro, eles fazem parte do tesouro que os personagens dos jogadores frequentemente procuram em uma masmorra. Itens mágicos são geralmente encontrados em tesouros ou recuperados de oponentes derrotados; às vezes, um item mágico poderoso ou importante é o objeto de uma missão.